# Lizzie Lichtenberg
Lizzie Bergmann Lichtenberg (født 26. januar 1937 på Thurø, død 14. marts 2018) var en dansk politiker, der var medlem af Folketinget fra 1981 til 1990, valgt for Det Konservative Folkeparti.
Hun begyndte sin politiske karriere som medlem af Blovstrød Sogneråd i 1966 og blev i 1970 byrådsmedlem og viceborgmester i Allerød Kommune. I 1981 blev hun valgt til Folketinget, hvor hun sad frem til 1990. Her var hun sit partis familiepolitiske ordfører og fra 1988 også boligordfører. Hun var også medlem af Frederiksborg Amtsråd en periode. Fra 1985 til 1990 var hun landsformand for Europabevægelsen, som hun så blev æresmedlem af. Desuden var hun i mange år medlem af menighedsrådet i Blovstrød Sogn. Fra 1998 til 2006 var hun formand for Ældrerådet i Allerød Kommune.
Inden hun blev gift arbejdede Lichtenberg som akutarassistent i Skandia .

## Anerkendelser
- Allerød Kommunes Frivillighedspris, 2005